# التجديد الديمقراطي
التجديد الديمقراطي هو حزب سياسي في موريتانيا. فاز الحزب بمقعدين من أصل 95 مقعدا في انتخابات 19 نوفمبر و3 ديسمبر 2006.